# Barronopsis arturoi
Barronopsis arturoi là một loài nhện trong họ Agelenidae.
Loài này thuộc chi Barronopsis. Barronopsis arturoi được miêu tả năm 1993 bởi Alayón.